# José Ignacio Landaluce
José Ignacio Landaluce Calleja (Logroño, 3 de febrero de 1959) es un médico y político español del Partido Popular, senador por la provincia de Cádiz y alcalde de la ciudad de Algeciras desde 2011. También es presidente de la Asociación Española de Centros Médicos. Por último ha sido diputado del Congreso de los Diputados por Cádiz durante la VII, IX y X Legislatura de España.

## Biografía
Nacido en Logroño, desde muy joven reside en Algeciras donde cursó estudios de Bachillerato en el Colegio Salesianos. Es licenciado en Medicina y Cirugía por la Universidad de Granada, desarrollando su actividad laboral como médico.
Desde 1984, se afilia a Alianza Popular y comienza su andadura como concejal en el Ayuntamiento de Algeciras en el año 1987, continuando esta labor solo interrumpida entre 2001 y 2007, año en que se presenta como candidato a la Alcaldía de Algeciras por primera vez obteniendo 10 concejales.
En las elecciones municipales de 2011, consigue el respaldo del 51,81% de los votantes de Algeciras, obteniendo la primera mayoría absoluta de la Historia de Algeciras con 16 concejales de los 14 necesarios. Así, en las Elecciones Municipales de 2015, obtuvo su segunda mayoría absoluta, en esta ocasión de 14 concejales, situándose como el segundo alcalde más votado del Partido Popular entre todas las ciudades de más de 100.000 habitantes de España.
Asimismo, ha sido diputado nacional del Congreso de los Diputados en tres legislaturas y, desde 2015 a 2016, de 2016 a 2019, y posteriormente entre 2019 a 2023 fue senador por la provincia de Cádiz. Por último, tal año volvió a ser reelegido en la cámara alta, del que continua actualmente.

## Controversia
El Foro por la Memoria del Campo de Gibraltar le ha acusado en mayo de 2017 de ser responsable de un delito contra los derechos fundamentales de libertad de expresión por mandarles a la Policía, mediante un escrito de la concejal de Cultura, a retirar una bandera republicana.